# Fw 159 (航空機)
フォッケウルフ Fw 159
飛行中のFw 159
- 用途：戦闘機
- 設計者：クルト・タンク
- 製造者：フォッケウルフ
- 初飛行：1935年
- 生産数：2機

Fw 159は、第二次世界大戦前にドイツの航空機メーカー フォッケウルフ社によって試作された戦闘機である。

## 開発
1933年にドイツ航空省が提示した 、ハインケルHe 51の後継戦闘機の仕様書に従って開発された機体で、全金属製の単発・単葉機で主翼はパラソル式高翼配置、主脚は胴体内後方引込み式になっていた。1935年に初飛行し、1937年夏のブラッセル航空ショーに公開された。
同じ仕様に応募したBf 109、He 112、Ar 80と比較審査された。主脚の引込機構のトラブルが多く、飛行性能もBf 109、He 112より劣ったため不採用となった。3機のみ試作された。

## スペック
Fw 159V3
- 全長： 9.77 m
- 全幅： 12.4 m
- 全高： 3.75 m
- 翼面積： 20.2 m2
- 全備重量： 2,250 kg
- エンジン： ユンカース Jumo210Da 液冷12気筒 680 hp × 1
- 最大速度： 385 km/h
- 実用上限高度： 7,200 m
- 航続距離： 650 km
- 武装：
  - 20 mm砲(プロペラ軸) × 1
  - 7.92 mm銃 × 2
- 乗員： 1 名